# Mark Kirkland

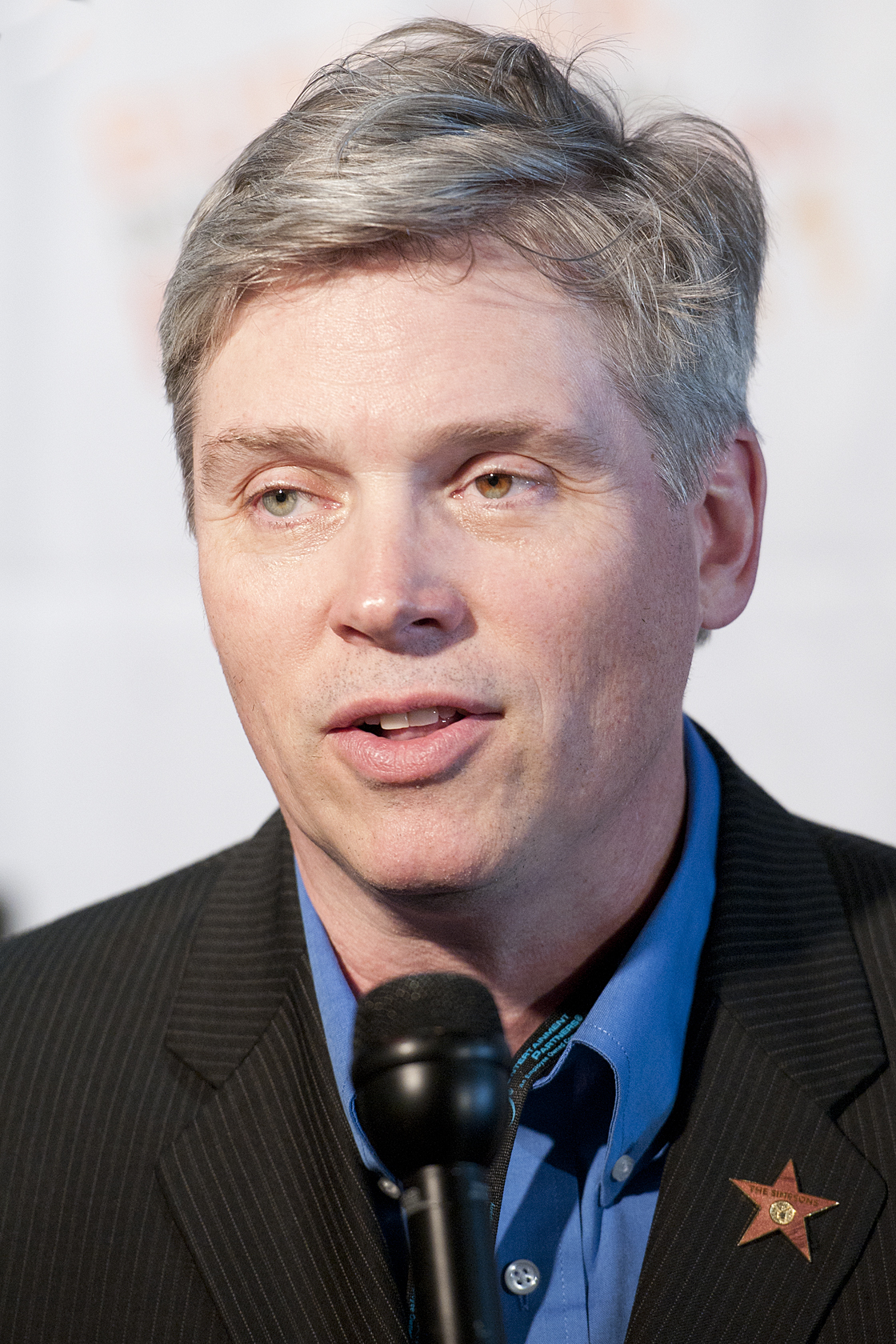
Mark Kirkland

Mark Kirkland, född efter 1950, är en amerikansk regissör av animerade serier. Han har regisserat 78 episoder av tv-serien The Simpsons sedan 1990, fler än någon annan.

## Karriär
Vid 13 års ålder började Kirkland göra super 8-filmer och arbeta för sin far, den berömda fotografen och filmskaparen Douglas Kirkland, och skapade  “making of”-filmer för stora produktionsbolag. Denna exponering för Hollywood tände Kirklands önskan att söka en karriär i nöjesindustrin. Kirkland utvecklade ett intresse för att teckna vid unga år. Vid 17 års ålder började han studera på the Experimental Animation Program vid California Institute of the Arts under fyra år, vilket ledde till en BFA.  
Hans mentorer där var personer som Jules Engel, A. Kendall O'Connor, Ollie Johnston och Moe Gollub. 
1976 vann han the Student Academy Award i animation tillsammans med en studiekamrat, Richard Jefferies, för deras grafiska animerade film till låten "Fame" av David Bowie. Efter avslutade studier sökte han till Disney, men han accepterades inte och istället började han arbeta för Hanna-Barbera. Han började arbete med The Simpsons från säsong 2 och framåt och har regisserat 78 episoder, fler än någon annan regissör. Den 18:e säsongen blev han 'supervising director'.
Kirkland har vunnit tre Primetime Emmy Awards, två Environmental Media Awards och en Pioneer in Television Animation Award från Burbank International Film Festival för sitt arbete med The Simpsons.
Som en oberoende filmskapare har Kirkland skrivit, regisserat och producerat prisvinnande kortfilmer som har visats på filmfestivaler runt om i världen och visats på the Museum of Modern Art i New York. Kirkland är en ansedd stillbildsfotograf vars bilder har publicerats i US- och People magazine. Han skapade fotoessäer om bakom-kulisserna hur man gör The Simpsons, och A Visit with Ollie om den legendariske Disney-animatören Ollie Johnston.